# ساب ۴–۹ایکس

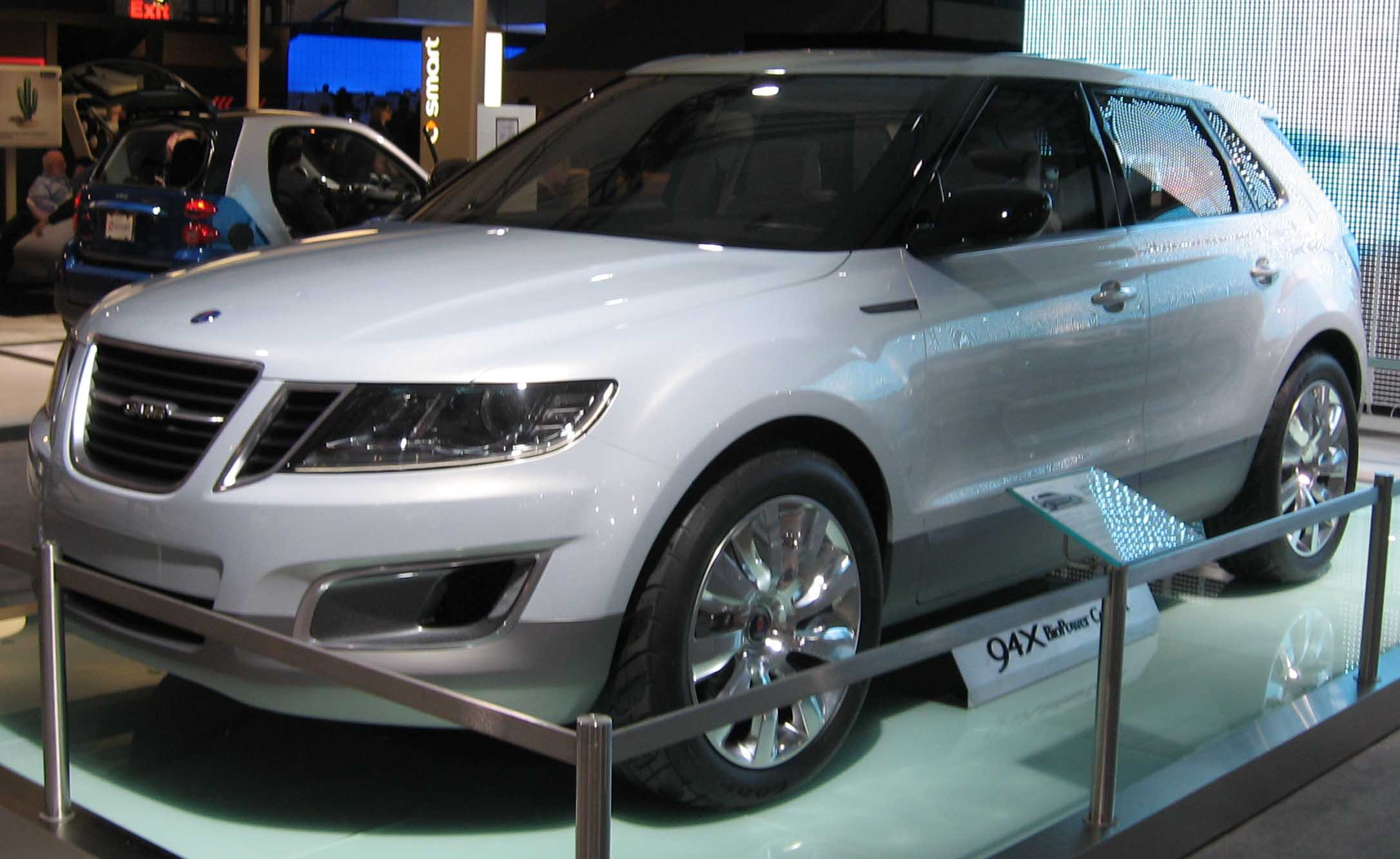

ساب ۴–۹ایکس (Saab ۹-۴X) خودرویی است که در سال‌های ۲۰۱۰ تا Presentدر مکزیک تولید شده‌است.
طراحی آن موتور جلو، خودرو محور جلو، خودرو چهار چرخ محرک بوده است.